# Fonte terziaria
Una fonte terziaria è una raccolta o selezione e strutturazione di documenti o fonti, sia primarie che secondarie.

## Descrizione
Una fonte primaria presenta materiale che raccoglie testimonianze di prima mano, cioè prodotte in un tempo vicino ai fatti narrati, mentre una fonte secondaria commenta, analizza e critica i materiali forniti dalle fonti primarie. Le fonti terziarie non forniscono interpretazioni o analisi originali.
Mentre la distinzione tra fonte primaria e fonte secondaria è essenziale nella storiografia, la distinzione tra queste fonti e le fonti terziarie è più periferica ed è più rilevante nella pratica dello studio che nel contenuto.
Tipiche fonti terziarie sono bibliografie, cataloghi di biblioteche, cartelle, liste di letture e rassegne di articoli. Enciclopedie e trattati sono esempi di pubblicazioni che interessano sia fonti secondarie che terziarie, presentando commenti ed analisi, mentre al contempo tentano di fornire una visione globale sintetica del materiale disponibile sull'argomento. Le fonti terziarie di solito non sono attribuite a un autore specifico e vengono aggiornate con meno frequenza.